# Aldealengua
Aldealengua é um município da Espanha na província de Salamanca, comunidade autónoma de Castela e Leão, de área 5,56 km² com população de 562 habitantes (2004) e densidade populacional de 101,08 hab/km².

## Demografia
| Variação demográfica do município entre 1991 e 2004 | Variação demográfica do município entre 1991 e 2004 | Variação demográfica do município entre 1991 e 2004 | Variação demográfica do município entre 1991 e 2004 |
| --------------------------------------------------- | --------------------------------------------------- | --------------------------------------------------- | --------------------------------------------------- |
| 1991                                                | 1996                                                | 2001                                                | 2004                                                |
| 476                                                 | 513                                                 | 555                                                 | 562                                                 |